# 石原ビルディング
石原ビルディング（いしはらビルディング）は、大阪府大阪市中央区北浜の淀屋橋交差点角に所在した建築物である。再開発のため2021年より解体され、現存しない。

## 歴史
1923年（大正12年）、第7代大阪市長に就任した關一は「都市大改造計画」を打ち出した。その目玉は、かつて淀屋橋筋と呼ばれていた幅6mほどの道を幅44mに拡幅する、御堂筋整備事業であった。工費や立退料は膨大な額に上り、国からの補助をあてにしたものの世界恐慌や関東大震災の余波で十分な予算を受けられなかった。そこで、拡幅後の沿道の商家にどれだけの利益をもたらすかを算出し、それに応じた額を納付させる「受益者負担制度」が実施された。1846年（弘化3年）に南久宝寺町3丁目で「時計司」の名で創業した石原時計店が淀屋橋南詰に所有していた土地も工事区域に含まれていた。
1936年（昭和11年）5月、石原時計店三代目の石原政造により、拡幅が終わった御堂筋西側の淀屋橋南詰に賃貸用ビルを着工。1939年3月に完成した。第二次世界大戦に向かう戦時体制が高まりを見せる中、民間のビル建築は不要不急と見做され制限を受ける例があったが、着工時期の関係でこれを免れ、設計通りの地上8階・地下2階の規模で建設することができた。政造は1933年より西淀川区浦江北で時計の製造会社「クレセント時計工場」を営んでおり、当初は建物名を「クレセントビルディング」とすることを考えていたが、時節柄英語の名称は好ましくないと考え、「中央ビルディング」で登記を行った。ところがすでに同名の商号の登記があり拒絶されたため、一度は「興亜ビルディング」に決めたが、顧問弁護士に依頼し法的手続きを経て「中央ビルディング」の名称とすることができた。大阪大空襲で心斎橋の石原時計店ビルは内部が焼失したが、中央ビルは無傷で残った。建物名称は1954年に石原ビルディングに変更されている。
1955年に公開された特撮映画『ゴジラの逆襲』では、作中のゴジラとアンギラスの戦いで破壊された。
戦前より1階・2階に安田銀行堂島支店が入居し、1948年には財閥解体で富士銀行に行名が変わった後も淀屋橋支店として営業を続けたが、のちに隣接地に新設した大阪支店に移転する話が持ち上がった。1963年2月4日、石原時計店を梅田の新阪神ビルから石原ビルの地下に移転し、いずれ1階を本格的な店舗とする算段で、オメガの時計を中心に扱う店舗とした。地下店舗という不利な条件で1964年4月まで営業したのち、同年9月21日、日本初のオメガ専門の小売店としてオープンした。オメガやティソなど11のブランドを持つ持株会社SSIHは輸出不振やスイス・フランの高騰、電子化の遅れなどにより経営不振に陥り、1977年に商社のシイベルヘグナー（Siber Hegner A.G.）が増資を引き受け、救済に乗り出した。1980年にシイベル社の会長のゴーティエが急死。銀行筋が3千万フランの追加融資の条件としてSSIHの帳簿を確認したところ、3億フラン相当の不良在庫が発見された。シイベル社は多額の赤字を計上し、ディトヘルム・ケラー社（Hiethelm Keller）と統合しDKSHとなる。SSIHは、ロンジンやラドーなどのブランドを有するASUAGと協力して再建を目指した。1983年に、レバノンのニコラス・G・ハイエックが支援に加わり、社名をSMH（Société de Microélectronique et d'Horlogerie）に変更した。その頃より石原時計店はロンジンの取り扱いを始め、壁面に同ブランドの広告を設置した。ハイエックが立ち上げたスウォッチはスイスの時計業界を救うほどのヒットとなったが、スイスの本社側の混乱は続いた。壁面の広告はSMH側の申し入れにより撤去された。2008年に石原時計店はセイコーグループ製品の取り扱いに特化することとし、壁面広告はグランドセイコーに架け替えられた。

## 再開発
石原ビルを含む、北から時計回りに土佐堀通・御堂筋・内北浜通・御霊筋に囲まれた区画（以下、本区画）では再開発事業が進められている。
2004年。本区画の南側の大阪市立愛日小学校跡地が都市再生特別地区に指定され、高さ70mの再開発ビル「淀屋橋odona」が建設された。2007年には、本区画と御堂筋を挟んだ東側の再開発構想が報道された。2019年7月、本区画の大阪都市計画都市再生特別地区の変更および大阪都市計画第一種市街地再開発事業が大阪市都市計画審議会において可決された。2020年8月6日に大和ハウス工業、住友商事、関電不動産開発により淀屋橋駅西地区市街地再開発組合設立。2021年10月より既存ビルの解体に着手し、翌2022年11月1日には新たなビルの建設工事を着工した。高さ135m、地上29階・地下2階建で、50mの高さには基壇を設け御堂筋沿いに隣接する建物と調和を図る。御堂筋を挟んだ東側には、日土地淀屋橋ビルと京阪御堂筋ビルの跡地に淀屋橋駅東地区都市再生事業が進められており、両事業をあわせてツインタワー形式となる。
石原時計店は、再開発工事に合わせ中央区博労町3丁目に移転した。本区画のビル完成後は、淀屋橋に戻る予定である。

## 立地
大阪中心部を南北に走る御堂筋と、東から西に流れる土佐堀川左岸（南側）に沿う土佐堀通が交わる淀屋橋交差点の南西角に位置し、梅田方面から淀屋橋を渡ると右手に見える。西隣には1960年竣工で、屋上の靴クリームメーカー「コロンブス」の広告塔が目印の白洋舍淀屋橋ビル。その隣のミズノ淀屋橋店は現代的な外観を持つが、石原ビルより歴史は古く1927年竣工である。さらにその隣の住友生命淀屋橋ビルまでが再開発範囲である。南側はエイブルや尚美堂のビルを挟み、東京銀行大阪支店として村野藤吾の設計で1970年に竣工した大阪東銀ビルまでが再開発範囲となる。淀屋橋交差点の地下には京阪本線と地下鉄御堂筋線の淀屋橋駅があり、交差点から東に京阪、南に御堂筋線のプラットホームが伸びる。

## 建築
石原時計店三代目の石原政造は建築に造詣が深く、建物の意匠は自身で手掛けた。設計は眞水・三橋建築事務所が担当した。同事務所には政造の義弟の久保田繁亮が技師として所属しており、1914年12月25日に心斎橋南詰に竣工した「心斎橋石原時計店ビル」も同事務所の設計である。
縦軸の直線を基調としたデザインで、2階までの低層部は石張り、3階より上はタイル張りで縦長の窓が配置されている。内装は石材やモザイクタイルで仕上げられ、天井が高く大きな窓が採られた8階からは淀屋橋が一望できた。この8階の空間は、竣工当初は社交界のクラブ、のちに豊年製油の社員食堂や北浜画廊として使われ、2019年7月からは不動産会社のオフィスが入居した。地下には喫茶店「MJB」が営業していた。
屋上にはカナフレックスの看板があり、淀屋橋のランドマークとなっていた。この位置には過去には富士ゼロックスの看板が掲出されていた。隅切部左手の3階から8階にかけての時計メーカーの看板は、取扱商品の変遷に合わせオメガ、LONGINES（ロンジン）、グランドセイコーと変更された。本ビルの前には京阪電車と御堂筋線の淀屋橋駅があり、隅切部右手と御堂筋側の南端には3階から7階にかけて京阪電車のネオン看板が設置されていた。